# Carla Crespo
Carla Crespo es una actriz argentina, performer, Dj y docente de actuación  que ha participado en varias películas y obras de teatro en su país y en giras y festivales internacionales.   

## Trayectoria
Es Licenciada en Artes Combinadas por la Universidad de Buenos Aires y docente de Actuación en la Universidad Nacional de las Artes. 
Actuó, entre otros, en los espectáculos teatrales Tiestes y Atreo de Emilio García Wehbi,  Fetiche de José María Muscari y Agua presentados en el Complejo Teatral de Buenos Aires, Mil quinientos metros sobre el nivel de Jack de Federico León, presentada en diversos Festivales de Europa, Canadá y Australia y La familia argentina de Alberto Ure, dirigida por Cristina Banegas, obra por la que fue destacada en los premios Teatro del Mundo. Junto a Tatiana Saphir, escribió y dirigió el espectáculo de performance "Re-genias", basado en sus diarios íntimos de la adolescencia. Entre 2009 y 2011, participó de diversos festivales europeos y latinoamericanos con la obra Mi vida después de Lola Arias. Fue nominada a los Premios Luisa Vehil por su actuación en el unitario Dj Beya Durmiente, con dirección de Victoria Roland. 
En televisión, participó entre otros programas, en los unitarios Criminal, producido por Ideas del Sur, Mujeres asesinas (Italia) y en la tira diaria Vidas Robadas, por la que fue candidata a los Premios Clarín como Revelación femenina.
En cine, participó, entre otros, en los largometrajes  Un mundo seguro (2012) dirigida por Eduardo Spagnuolo, Roma (2004) dirigida por Adolfo Aristarain y Tan de repente (2002) de Diego Lerman, por cuya interpretación fue candidata a los premios Cóndor de Plata y Clarín revelación, además de haber recibido el Premio Coral a las actuaciones femeninas en el Festival Internacional de Cine de La Habana, y la Mención Especial del Jurado a las actuaciones en el Festival Internacional de Cine de Locarno.
En 2004 y 2005 recibió la Beca Antorchas de perfeccionamiento en el país para actores profesionales.
En 2017 participa del film de Milagros Mumenthaler "La idea de un lago" basado en el libro de la poeta Guadalupe Gaona.

## Filmografía
- Husek (2022) dir. Daniela Seggiaro
- La idea de un lago (2017) dir. Milagros Mumenthaler
- Mujer Conejo (2011) dir. Verónica Chen
- Un mundo seguro (2010) dir. Eduardo Spagnuolo
- Castro  (2009) dir. Alejo Moguillansky  … Rebeca Thompson
- Mientras tanto  (2006) dir. Diego Lerman …Selva
- Roma  (2004) dir. Adolfo Aristarain…Betty
- Pueblo chico  (2003) dir. Fernán Rudnik
- Tan de repente  (2002) dir. Diego Lerman …Mao
- La prueba  cortometraje (2009) dir. Diego Lerman … Mao

## Televisión
- Haciendo escenas (Untref), dir Juan Villegas
- Criminal de Ideas del Sur
- Mujeres asesinas (Italia)
- Para vestir santos
- Vidas robadas
- Variaciones, 2008 - Cap. 5: "Travesía" (Leticia)
- El propietario telefilm (2008) dir. Valentín Javier Diment y Luis Ziembrowski .... Andrea
- Santos y pecadores (Televisión por la justicia), 2013 - Cap. 7: "Hermanas" (Paula)
- La casa, 2015 - Cap. 13: "Virus" (Mora)

## Teatro
- Beya Durmiente (Dj Beya), dir Victoria Roland
- Tiestes y Atreo, dir Emilio García Wehbi
- La familia argentina de Alberto Ure, dirigida por Cristina Banegas.
- Mi vida después de Lola Arias.
- Fetiche de José María Muscari.
- Agua de Gladys Lizarazu.
- Ivonne de Witold Gombrowicz, coordinada por Ricardo Bartis.
- Bizarra de Rafael Spregelburd.
- El Pánico de Rafael Spregelburd.
- Vuelve la rabia de Juan Pablo Gómez.
- El amor, lo sagrado y el arte coordinado por María Inés Aldaburu.
- Mil quinientos metros sobre el nivel de Jack de Federico León.